# International Alphabet of Sanskrit Transliteration
Cette page contient des caractères spéciaux ou non latins. S’ils s’affichent mal (▯, ?, etc.), consultez la page d’aide Unicode.
L'International Alphabet of Sanskrit Transliteration (IAST), c’est-à-dire l’« alphabet international pour la translittération du sanskrit », est une norme universitaire pour le sanskrit romanisé, translittéré en alphabet latin. Vu la phonétique du sanskrit, l’IAST est en même temps un alphabet de transcription.
La norme IAST est utilisée dans les publications papier et de plus en plus dans les publications électroniques. Cette norme de translittération du sanskrit trouve son origine au Congrès des orientalistes de 1912, tenu à Athènes.
L'IAST permet de préserver l’essentiel de la prononciation du sanskrit écrit avec l'alphasyllabaire devanagari.  Cette norme représente non seulement les phonèmes du sanskrit, elle permet une transcription phonétique fidèle, tenant compte du visarga (‹ ḥ ›) et de l’anusvāra (‹ ṃ ›).

## Inventaire de la graphie IAST
L’inventaire suivant de l’IAST est essentiellement valide pour le sanskrit. Dans le cas du hindi, quelques évolutions phonologiques mineures ont eu lieu.
| अ [ɐ] a A | आ [ɒː] ā Ā | इ [i] i I | ई [iː] ī Ī | उ [u] u U | ऊ [uː] ū Ū | ऋ [ɻʲ] ṛ Ṛ | ॠ [ɻʲː] ṝ Ṝ | ऌ [ɹʲ] ḷ Ḷ | ॡ [ɹʲː] ḹ Ḹ | voyelles |

| ए [e̞ː] e E | ऐ [aːi] ai Ai | ओ [oː] o O | औ [ɔu] au Au | diphtongues |

| अं [ⁿ] ṃ Ṃ | anusvāra |
| अः [h] ḥ Ḥ | visarga  |

| क [k] k K    | च [t͡ʃ] c C    | ट [t̺] ṭ Ṭ    | त [t] t T    | प [p] p P       | occlusives sourdes          |
| ख [kʰ] kh Kh | छ [t͡ʃʰ] ch Ch | ठ [t̺ʰ] ṭh Ṭh | थ [tʰ] th Th | फ [pʰ] ph Ph    | occlusives sourdes aspirées |
| ग [g] g G    | ज [d͡ʒ] j J    | ड [d̺] ḍ Ḍ    | द [d] d D    | ब [b] b B       | occlusives sonores          |
| घ [gʱ] gh Gh | झ [d͡ʒʱ] jh Jh | ढ [ɖʱ] ḍh Ḍh | ध [dʱ] dh Dh | भ [bʱ] bh Bh    | occlusives sonores aspirées |
| ङ [ŋ] ṅ Ṅ    | ञ [ɲ] ñ Ñ     | ण [n̺] ṇ Ṇ    | न [n] n N    | म [m] m M       | occlusives nasales          |
|              | य [j] y Y     | र [r] r R    | ल [l] l L    | व [v] ; [ʋ] v V | semi-voyelles               |
|              | श [ç] ś Ś     | ष [s̺] ṣ Ṣ    | स [s] s S    |                 | sifflantes                  |
| ह [ɦ] h H    |               |              |              |                 | fricative sonore            |

Note : Contrairement aux normes ASCII telles que l'ITRANS, Harvard Kyoto, les diacritiques utilisés dans la norme IAST permettent les majuscules.